# Mongo Santamaría
Ramón "Mongo" Santamaría Rodríguez (La Habana, 7 de abril de 1917-Miami, 1 de febrero de 2003) fue un percusionista y director de orquesta cubano, una de las principales figuras del jazz latino.

## Historial
Introducido desde pequeño en el mundo de los ritmos africanos y cubanos, se convierte, en la década de 1940, en uno de los grandes especialistas de las congas y los bongos, en Cuba. En 1948 se traslada a Nueva York, en compañía de Armando Peraza. Trabaja después con diversas orquestas, entre ellas la de Pérez Prado, aunque un accidente y una larga estancia en el hospital, le llevan al mundo de la droga. Una vez repuesto, trabaja con Tito Puente, hasta 1958, grabando una docena de discos en este periodo. Tras dejar a Puente, trabaja con Willie Bobo y Cal Tjader, en California, donde descubre y adopta la bossa nova, de la mano de Elis Regina.
A partir de 1961, comienza a liderar sus propios grupos, incorporando a músicos como Joao Donato o Chick Corea, consiguiendo incluso éxitos de venta, como "Watermelon Man", versión del tema de Herbie Hancock (disco incorporado a la Grammy Hall of Fame, en 1998). Después tocó con Dizzy Gillespie y Jack McDuff, aunque ya no volvió a liderar bandas propias.

## Discografía[2]
- Chango: Afro Cuban Drums (Tico, 1952) - recopilados algunos temas en el álbum Mongo Santamaría and his Afro-Cuban drum beaters
- Tambores y cantos (1955) - recopilado en el Mongo Santamaría and his Afro-Cuban drum beaters
- Yambú (Fantasy, 1958) - recopilado en el álbum Afro-Roots
- Sabroso! (Fantasy/Original Jazz Classics, 1959) - con el tresero y compositor Andrés Echeverría
- Más sabroso (Fantasy, 1959)
- Mongo (Fantasy, 1959) - con el tema "Afro Blue", grabado posteriormente por John Coltrane y recopilado en el álbum Afro-Roots
- Viva Mongo! (Fantasy, 1959)
- Mongo en La Habana (1960) con Carlos Embale y Merceditas Valdés
- Linda guajira (Fantasy, 1961)
- Watermelon Man (Milestone, 1962)
- At the Black Hawk (Fantasy, 1962) - en vivo
- Country Song (Riverside, 1962)
- Go, Mongo! (Riverside, 1962) - recopilado en el álbum Skins
- Mongo at the Village Gate (Riverside/OJC, 1963) - en directo
- Mongo Introduces La Lupe (Milestone, 1963) - con La Lupe
- El bravo! (CBS, 1964)
- La bamba (Columbia, 1964)
- Mongo explodes! (Riverside, 1964) - recopilado en el álbum Skins
- Mighty Mongo (Fantasy, 1964) - recopilado en el álbum At the Blawk Hawk
- Together (CBS, 1964)
- El Pussy Cat (Columbia, 1965)
- Mongomania (Columbia, 1967)
- Explodes at the Village Gate (Columbia, 1967) - en vivo
- Hey! Let's Party (Columbia, 1967)
- All Strung Out (Columbia, 1969)
- Stone Soul (Columbia, 1969)
- Afro-American Latin (Columbia/Legacy, 1969)
- Soul Bag (Columbia, 1969)
- Workin' on a Groovy Thing (Columbia, 1969)
- Mongo's Way (Atlantic, 1970)
- Feelin' Alright (Atlantic, 1970)
- Mongo '70 (Atlantic, 1970)
- Mongo at Montreux (Atlantic, 1971) - en vivo
- Fuego (Vaya, 1972)
- Up from the Roots (Atlantic, 1972)
- Live at Yankee Stadium (Vaya, 1974) - en vivo
- Afro-indio (Vaya, 1975)
- Sofrito (Vaya, 1976)
- Ubane (Sonido, 1976) - con Justo Betancourt
- Amanecer (Vaya, 1977) - ganador en 1978 de un Grammy a la mejor grabación latina
- Bomboro, Asiha, Guajiro, Nada más (Vaya, 1978)
- A-la-Carte (Vaya, 1978)
- Red Hot (Columbia, 1979) - incluye el sencillo "You Better Believe It"
- You Better Believe It (CBS, 1979)
- Summertime (OJC, 1980) - en vivo, con Dizzy Gillespie y Toots Thielemans
- Images (Vaya, 1980)
- Mongo Magic (Roulette, 1983)
- Free Spirit (Espíritu libre) (Buddah, 1985)
- Salazar, Mayeya, Smooth Operator (Concord Jazz, 1987)
- Soy yo (Concord Picante, 1987)
- Soca Me Nice (Concord Picante, 1988) - recopilado en el álbum Mucho Mongo
- Olé Ola (Concord Picante, 1989) - recopilado en el álbum Mucho Mongo
- Live at Jazz Alley (Concord Picante, 1990) - en vivo
- Mambo Mongo (Chesky, 1992)
- Mambo Mongo (Fania, 1993) - recopila el álbum Amanecer
- Mongo Returns (Milestone, 1995)
- Brazilian Sunset (Candid, 1996) - en vivo
- Conga Blue (1995)
- Come on Home (1997)
- Mongo Santamaría - Y su Orquesta (Saludos Amigos, 1998) - Recopila casi todos los temas de Sabroso!
- Montreux Heat (Pablo, 2003) - en directo, con Dizzy Gillespie y Toots Thielemans
- Fat Back (Columbia)